# Alexei Wiktorowitsch Kelberer
Alexei Wiktorowitsch Kelberer (russisch Алексей Викторович Кельберер; * 2. Februar 1898 in Moskau, Russisches Kaiserreich; † 29. Januar 1963 in Moskau, RSFSR, UdSSR) war ein sowjetischer Schauspieler und Synchronsprecher.

## Leben
Der aus kleinbürgerlichen Verhältnissen stammende Kelberer ließ sich nach seiner Schulzeit zum Bühnendekorateur ausbilden und arbeitete ab 1914 parallel dazu als Ausstatter beim Maly- und beim Bolschoi-Theater. In diesem Beruf wollte er die Meisterlaufbahn einschlagen, beendete die Ausbildung aber nach nur einem Jahr und meldete sich 1918 freiwillig zur Roten Armee, wo er für eine Laiendarstellergruppe aktiv war. Nach der Demobilisierung im Dezember 1920 absolvierte Kelberer bis 1926 eine Ausbildung zum Regisseur. Noch während dieser Zeit war er beim Wsewolod-Meyerhold-Theater als Schauspieler und Dekorateur tätig, spielte in den 30er Jahren aber auch für andere Bühnen, u. a. unter Nikolai Ochlopkow. Von 1941 bis 1944 arbeitete er für die Philharmonie des Oblast Moskau, die Auftritte für Armeeangehörige gab. Ab 1945 trat Kelberer bis zu seinem Tod am Moskauer Staatlichen Theater der Filmschauspieler auf.
Nach der Verpflichtung durch das Studio Mosfilm begann seine Filmlaufbahn 1941 mit der Rolle eines deutschen Offiziers in der sowjetisch-kanadischen Co-Produktion Боевой киносборник №3/(Bojewoi kinosbornik №3, Collection of Films for the Armed Forces №3), er wurde jedoch nicht in den Credits genannt. Noch im gleichen Jahr spielt er mit dem Bösewicht Karamor in Das Zauberkorn seine erste namhafte Rolle, Die steinerne Blume ist ein weiterer bekannter Märchenfilm unter seiner Beteiligung. Mit dem Montano in Der Mohr von Venedig und als Podgorin in Die Grille nach Anton Tschechow verkörperte Kelberer auch Rollen in Adaptionen bekannter literarischer Vorlagen. Letztgenannten Charakter hatte er bereits am Theater dargestellt. Kelberer trat in seinen Filmen ausschließlich als Nebendarsteller auf, oftmals ohne im Abspann genannt zu werden. Sein Verdienst liegt v. a. in der Arbeit als Synchronsprecher, er lieh Rollen in russischsprachigen Fassungen vieler internationaler Filme seine Stimme.
Kelberer starb kurz vor seinem 65. Geburtstag und wurde auf dem Wagankowoer Friedhof, Abschnitt 39, in Moskau beigesetzt.

## Privates
Kurz nach Beginn seiner Engagements bei Meyerhold heiratete Kelberer die Schauspielerin Maria Fjodorowna Suchanowa. Ihr gemeinsamer Sohn Boris Kelberer (1928–2012) wurde ein bekannter Künstler.

## Filmografie (Auswahl)
- 1941: Das Zauberkorn (Wolschebnoje serno)
- 1946: Die steinerne Blume (Kamenny zwetok)
- 1948: Die russische Frage (Russki wopros)
- 1953: Segel im Sturm (Admiral Uschakow)
- 1955: Die Grille (Poprygunja)
- 1956: Der Mohr von Venedig (Otello)
- 1959: Die Neunzehn (Junost naschich otzow)

## Synchronsprecher (Auswahl)
- 1951: Wer zuletzt lacht … (Laughter in Paradise) – für Alastair Sim
- 1953: Lohn der Angst (Le salaire de la peur) – für Charles Vanel
- 1953: Ein Herz und eine Krone (Roman Holiday) – für Tullio Carminati
- 1953: Sein größter Bluff (The Million Pound Note)
- 1954: Ernst Thälmann – Sohn seiner Klasse – für Johannes Arpe
- 1954: Carola Lamberti – Eine vom Zirkus
- 1956: Der Glöckner von Notre Dame (Notre Dame de Paris) – für Jean Tissier
- 1957: Duell am Steuer (Hell Drivers)
- 1958: Der Prozeß wird vertagt
- 1958: Sindbads siebente Reise (The 7th Voyage of Sinbad)
- 1958: Die großen Familien (Les grandes familles) – für Louis Seigner